# Exodus to Jazz
Exodus to Jazz ist das Debütalbum des US-amerikanischen Jazzsaxophonisten Eddie Harris, das 1961 aufgenommen und im selben Jahr bei Vee-Jay Records veröffentlicht wurde.

## Hintergrund
Der Titel-Track "Exodus" stammt aus Ernest Golds Soundtrack zu dem Film Exodus, den Harris für sein Quintett adaptierte. Die anderen Titel auf dem Album, mit Ausnahme des Jazz-Standards "Little Girl Blue", sind Kompositionen der Bandmitglieder.

## Rezension
Die Rezension von Allmusic, die fünf von fünf Sternen für das Album vergaben, stellte fest: Eine der größten Jazz-LPs der Post-Rock'n'Roll-Ära, Eddie Harris, Exodus to Jazz, schien völlig aus dem heiteren Himmel zu kommen. Es war das Debütalbum eines bis dahin unbekannten Künstlers aus einer wenig beachteten Szene in Chicago und wurde auf dem in erster Linie R & B-orientierten Label Vee Jay veröffentlicht, das Harris ursprünglich als Pianisten und nicht als Tenorsaxophonisten verpflichtet hatte. Der Anstoß zu seinem Durchbruch war ebenso undenkbar; Harris adaptierte Ernest Golds stattliches, düsteres Thema aus dem biblischen Film Exodus […].

## Titelliste
Alle Titel wurden, soweit nicht anders vermerkt, von Eddie Harris komponiert
1. "Exodus" (Ernest Gold) – 6:38
2. "Alicia" – 3:39
3. "Gone Home" – 2:53
4. "A.T.C." – 5:31
5. "A.M. Blues" (Willie Pickens) – 2:45
6. "Little Girl Blue" (Lorenz Hart, Richard Rodgers) – 3:21
7. "Velocity" – 5:08
8. "W.P." (Willie Pickens) – 4:31